# 北仲通北地区A1・2地区

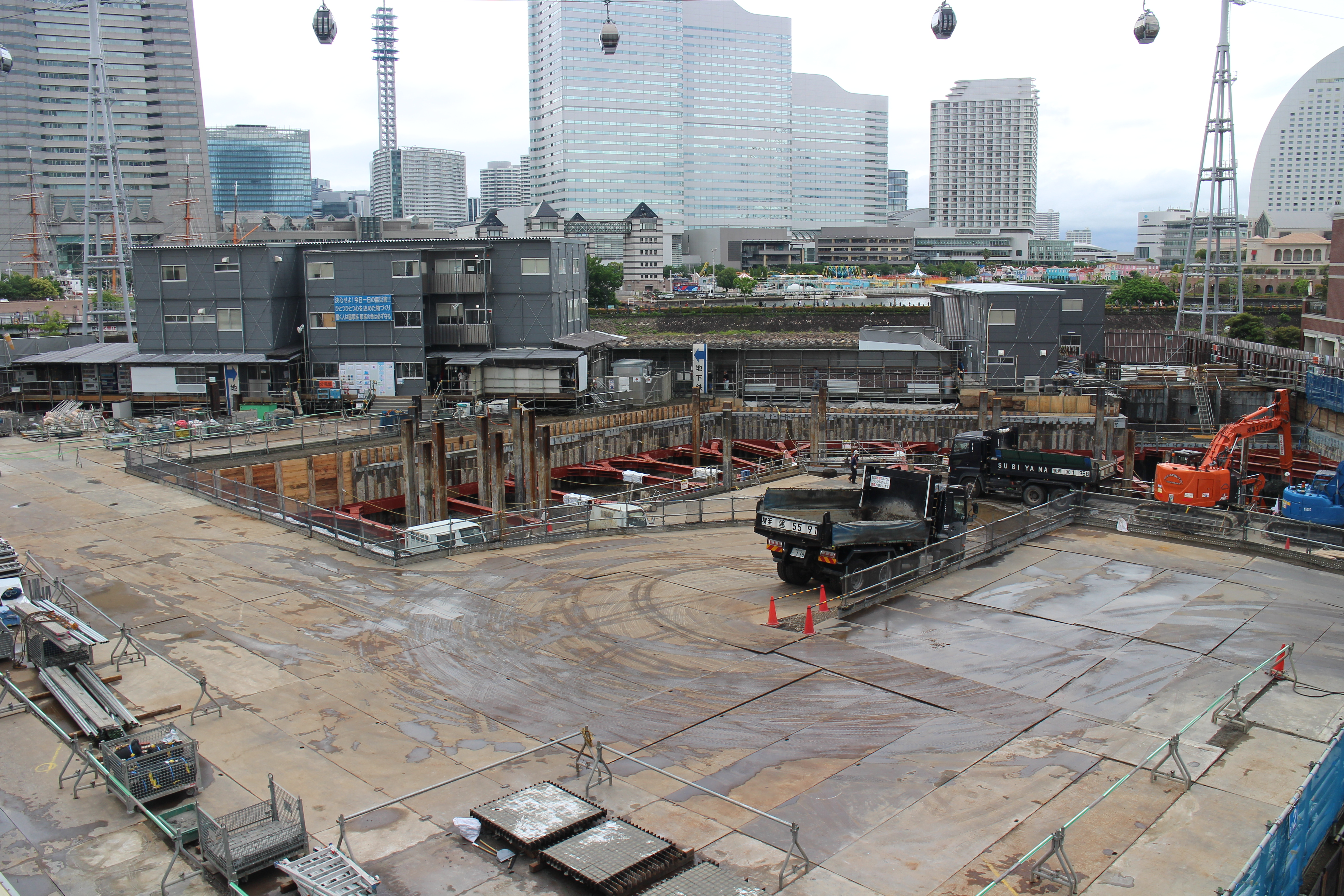
開発敷地（2025年5月）

北仲通北地区A1・2地区（きたなかどおりきたちくA1・2ちく）は、神奈川県横浜市中区にある再開発計画街区の名称。開発事業者は大和地所、住友不動産。
本項では主に当地区における再開発計画について記す。

## 概要
2023年4月以降に着工し、2026年11月の竣工を予定している。2023年5月には国土交通大臣の民間都市再生事業計画に認定されている。
北仲通北地区のA1・2地区において高さ約150m（最高高さ162m）、地上40階、地下2階の超高層ビルを建設し、ヒルトンのラグジュアリーホテルブランド「コンラッド横浜」（1階から16階まで）と住友不動産の高級賃貸マンション「ラ・トゥール横浜」（18階から40階まで）が入る予定で、いずれも横浜初進出である。計画初期にはA-1地区に11階建ての業務・商業施設、A-2地区に42階建ての商業・住宅施設を別々に建設する予定であったが、2020年に現在のプランに見直された（この際に地区の区分も統合されてA-1・2地区となった）。
低層階のコンラッド横浜の総客室数は272室。4つの飲食店のほか、ジム、スパ、屋内プール、ウェディングチャペルなどの施設も設ける予定で、2027年5月の開業を予定している。
高層部のマンション「ラ・トゥール」の総戸数は224戸で、2027年1月の入居開始を予定している。

## デッキ接続計画
当再開発施設は栄本町線を挟んで向かい側の横浜市役所と歩行者デッキ「北仲クロスデッキ」で接続しており、さらに市役所は桜木町駅方面とも「さくらみらい橋」で接続している。一方、北仲通北地区内では当再開発施設はA-4地区「YOKOHAMA KITANAKA KNOT」とデッキで接続する計画となっており、さらにその先のB-1地区「ハーバーステージ横浜北仲」などにも接続する計画となっていることから、地区内の回遊性の向上が図られる見込みである。